# Krystiana Robb-Narbutt

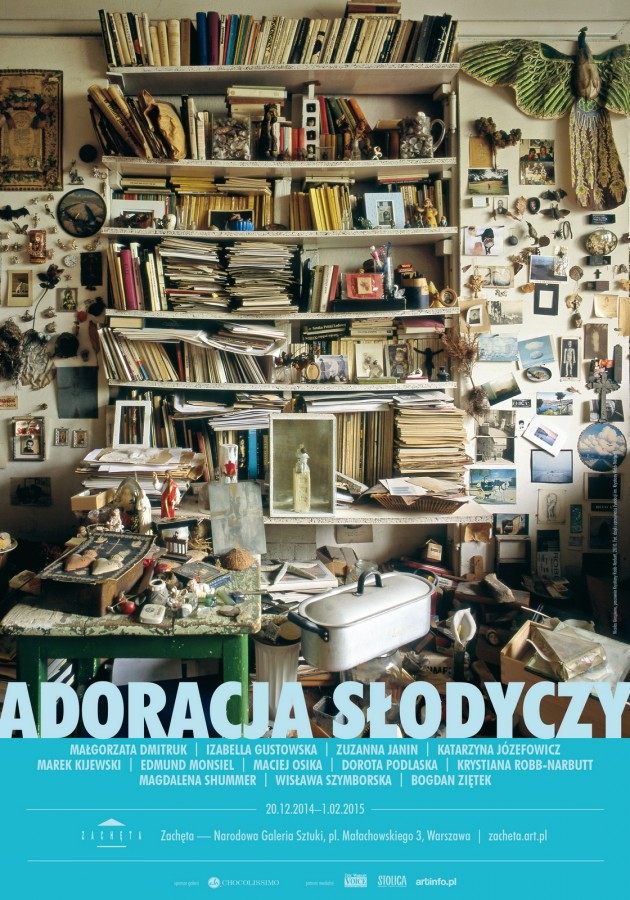
Pracownia Krystiany Robb-Narbutt na plakacie reklamującym jedną z wystaw zbiorowych w warszawskiej Zachęcie

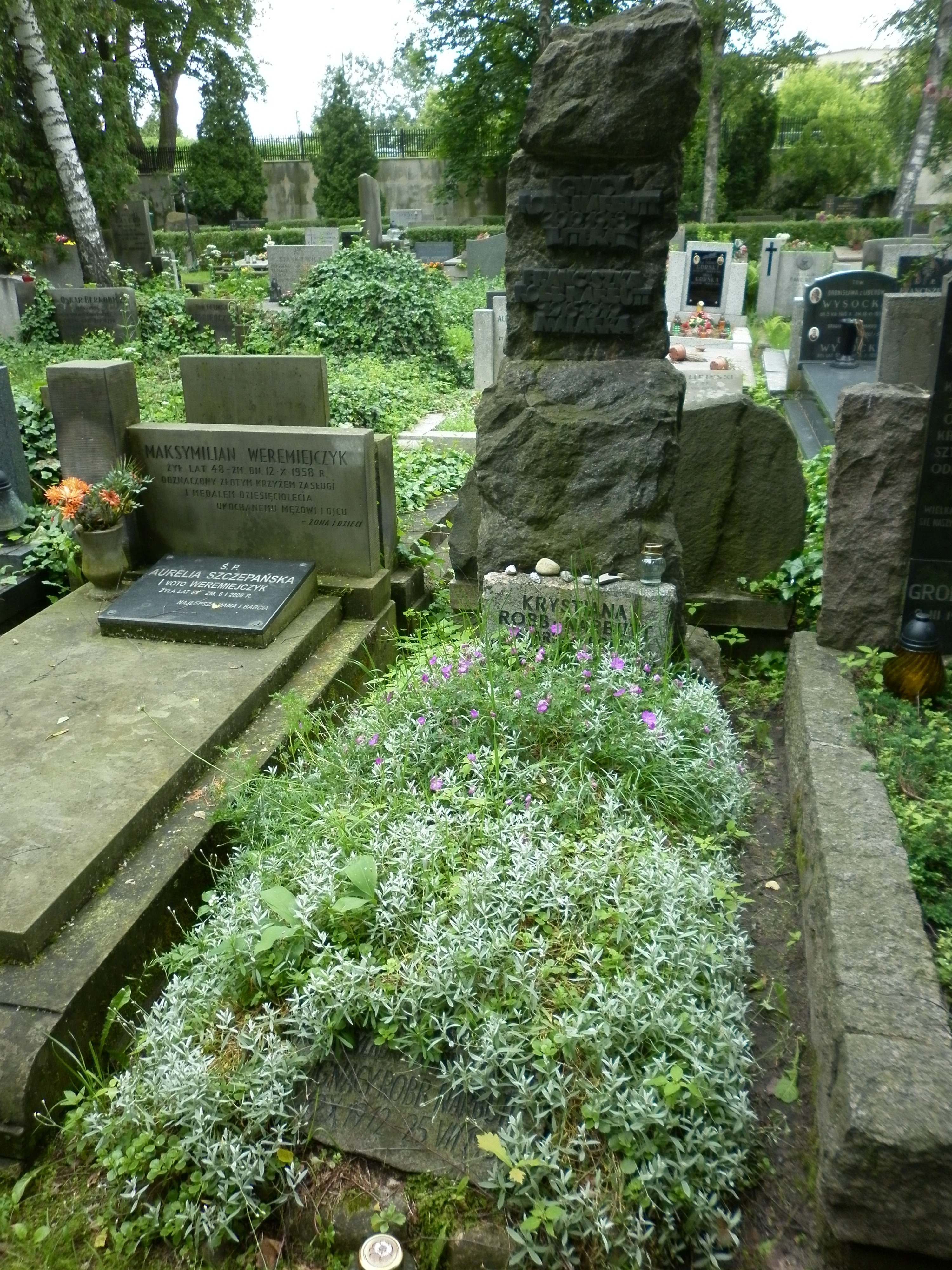
Grób Krystiany Robb-Narbutt na Cmentarzu Wojskowym na Powązkach

Krystiana Robb-Narbutt (ur. 19 lutego 1945 w Warszawie, zm. w grudniu 2006 tamże) – polska malarka i poetka.

## Życiorys
Urodziła się jako wcześniak 19 lutego 1945 w Warszawie, była córka działacza i pisarza Ignacego Robb-Narbutta (1912–1958; nazwisko Rob pochodziło od skrótu nazwiska Rosenfarb) oraz artystki Franciszki Robb-Narbutt (1916–1979) z domu Cytryn. Miała brata Jacka Robba (ur. 1949). Przed wojną jej rodzina prowadziła warszawskie wydawnictwo Księgarnia Popularna.
W 1964 rozpoczęła studia na Akademii Sztuk Pięknych w Warszawie. Studiowała malarstwo u Juliusza Studnickiego i Artura Nachta-Samborskiego, grafikę u Józefa Pakulskiego, a tkaninę artystyczną u Aliny Śledziewskiej. Po Marcu 1968 odbyła karę sześciu miesięcy więzienia. W 1969 jej brat wyemigrował do Danii. W tym czasie poznała też swojego przyszłego męża działacza opozycji – Michała Wejrocha. W tym samym roku również reaktywowała studia i w 1971 uzyskała dyplom z malarstwa i litografii w pracowni Michała Byliny na warszawskiej ASP. Razem z Jerzym Kaliną, Maciejem Łubowskim i Ireneuszem Szubertem założyła grupę młodych malarzy Sejf. Była też związana z ruchem „O poprawę”. Debiutowała wystawą tkaniny artystycznej.
W latach osiemdziesiątych była zatrudniona w pracowni terapii artystycznej w jednym z warszawskich szpitali psychiatrycznych.
Jej mieszkanie-pracownia znajdowała się przy ul. Królowej Aldony 9 na warszawskiej Saskiej Kępie. Przyjaźniła się m.in. z Ewą Kuryluk, Andrzejem Bieńkowskim, Barbarą Sadowską i Łukaszem Korolkiewiczem, którzy często ją tam odwiedzali.
Zmarła po długiej nowotworowej chorobie w grudniu 2006. Została pochowana na cmentarzu Wojskowym na Powązkach obok swoich rodziców (kwatera B2-12-18).

## Twórczość
Krystiana Robb-Narbutt pochodziła z rodziny o tradycjach artystycznych. Zajmowała się w swojej twórczości zarówno malarstwem, tkaniną artystyczną i rysunkami, jak i poezją. Tworzyła także drobne przedmioty, które przechowywała w specjalnych szklanych gablotkach tzw. objet trouvé.

### Wystawy
1980: Szyfry niemożności,  Galeria Krytyków Pokaz, Warszawa
2003: Nostalgia jest gdzie indziej, Zachęta Narodowa Galeria Sztuki, Warszawa
2005-2008: Projekt Próżna zainicjowany wspólnie z Krystyną Piotrowską w ramach Festiwalu Kultury Żydowskiej Warszawa Singera
2006: Oni są we mnie, ja jestem z nich, Galeria Krytyków Pokaz, Warszawa

### Publikacje
1997: Ziemia dotyka anioła, tom wierszy
2002: Jest. Jest inaczej, tom wierszy

## Odznaczenia
w 2008 za wybitne zasługi za działalność na rzecz przemian demokratycznych i osiągnięcia w pracy zawodowej uhonorowana została pośmiertnie Krzyżem Oficerskim Orderu Odrodzenia Polski.